# Miguel Salgueiro
Pour les articles homonymes, voir Salgueiro.
Carlos Miguel Leite Salgueiro, né le 9 juin 1999 à Lisbonne, est un coureur cycliste portugais.

## Palmarès sur route

### Par année
- 2019
  - 4e étape du Tour du Portugal de l'Avenir[1]
- 2020
  - 9e du championnat d'Europe sur route espoirs
- 2023
  - 4e étape du Grand Prix Jornal de Notícias
  - 3e du Grand Prix de Mortágua
- 2024
  - 8e étape du Grand Prix Jornal de Notícias
- 2025
  - Mémorial Bruno Neves

### Classements mondiaux
| Année                                 | 2019  | 2020  | 2021  | 2022  |
| ------------------------------------- | ----- | ----- | ----- | ----- |
| Classement mondial                    | 3307e | 1015e | 1607e | 1530e |
| UCI Europe Tour                       | 2004e | 789e  | 1134e | 1025e |
|                                       |       |       |       |       |
| Légende : nc = non classéSource : UCI |       |       |       |       |

## Palmarès sur piste

### Championnats nationaux
- 2020
  - 3e du championnat du Portugal de course aux points
- 2024
  - 2e du championnat du Portugal de l'américaine

## Palmarès en cyclo-cross
| - 2016-2017 - Champion du Portugal de cyclo-cross juniors - 2017-2018 - Champion du Portugal de cyclo-cross juniors - 2018-2019 - 3e du championnat du Portugal de cyclo-cross espoirs | - 2019-2020 - Champion du Portugal de cyclo-cross espoirs - 2020-2021 - 3e du championnat du Portugal de cyclo-cross |  |